# 2009년 5월
| 2009년: 1월 · 2월 · 3월 · 4월 · 5월 · 6월 · 7월 · 8월 · 9월 · 10월 · 11월 · 12월 |

| <           | 2009년 5월 | 2009년 5월 | 2009년 5월 | 2009년 5월 | 2009년 5월 | >          |
| 일          | 월         | 화         | 수         | 목         | 금         | 토         |
|             |            |            |            |            | 1 4.7 병오 | 2 8 정미   |
| 3 9 무신    | 4 10 기유  | 5 11 경술  | 6 12 신해  | 7 13 임자  | 8 14 계축  | 9 15 갑인  |
| 10 16 을묘  | 11 17 병진 | 12 18 정사 | 13 19 무오 | 14 20 기미 | 15 21 경신 | 16 22 신유 |
| 17 23 임술  | 18 24 계해 | 19 25 갑자 | 20 26 을축 | 21 27 병인 | 22 28 정묘 | 23 29 무진 |
| 24 5.1 기사 | 25 2 경오  | 26 3 신미  | 27 4 임신  | 28 5 계유  | 29 6 갑술  | 30 7 을해  |
| 31 8 병자   |            |            |            |            |            |            |

| - 5월 9일 - 장영희 - 5월 22일 - 여운계 - 5월 23일 - 노무현 - 5월 27일 - 김태길 편집하기 |

## 2009년5월 30일
- 미국 월마트의 현지 합작사인 '바르티 월마트'는 인도 펀자브주 암리차르에 무배달 현금판매(Cash and Carry)의 방식의 유통 센터 '베스트 프라이스 모던 홀세일' 1호점을 열었다고 밝혔다.
- 중국 쓰촨성(四川省)의 충칭시(重慶)에 있는 한 탄광에서 가스가 폭발해 30명이 사망했다고 신화통신사가 보도했다.

## 2009년5월 29일
- 대한민국 故 노무현 前 대통령에 대한 제를 서울광장에서 50만(주최측 추산)명이 했고 경복궁에서 영결식을 했다.
- 대한민국 노무현 前 대통령 분향소(전국 309개)의 조문객 수는 432만 명이라고 봉하마을 장례위원회가 밝혔다.
- 대한민국 대법원은 에버랜드 전환사채를 저가 발행해 이재용(아들)에게 증여한 혐의로 기소된 삼성그룹 이건희 前 회장에 대한 상고심에서 무죄를 선고한 원심을 확정했다.

## 2009년5월 28일
- 대한민국에 있는 한미연합사령부가 대북정보 감시태세인 워치콘(Watch Condition)을 3단계에서 2단계로 격상했다.

## 2009년5월 27일
- 스페인 FC 바르셀로나가 잉글랜드 맨체스터 유나이티드 FC를 꺾고 UEFA 챔피언스리그에서 우승하였다.

## 2009년5월 25일
- 조선민주주의인민공화국 함경북도 길주군에서 진도 4.4의 지진이 발생했다. 대한민국 정부에서는 이를 핵 실험으로 추정하고 있다.
- 대한민국 제16대 대통령 노무현 전 대통령 분향소는 민간이 155개, 정부가 62개를 설치해 운영 중이다. 김해 봉하마을에 누적 20만 명이 조문했다. 김정일을 비롯한 세계 각국 정상들과 주요 인사들이 애도의 뜻을 표했다.
- 대한민국에서 국민장으로 치러지는 노무현 전 대통령 장례식의 공동 장례위원장으로 한승수 국무총리와 한명숙 전 국무총리가 결정됐다.
- 미국 캘리포니아주 어바인 윌리엄 울렛 주니어 아쿠아틱스센터에서 열린 자넷 에반스 인비테이셔널수영대회 남자 자유형 1,500ｍ 결승에서 박태환이 14분57초06을 기록해 2위에 올랐다.
- 세계에 신종 인플루엔자A(H1N1)가 3일에서 18일까지 무(無)발생을 기록하다가 다시 감염자가 22명 추가로 발생했다.
- 방글라데시에 사이클론(cyclone)이 상륙 하면서 주민 40만명이 긴급 대피했다.

## 2009년5월 23일
- 대한민국의 제16대 대통령 노무현이 두부 외상(頭部 外傷)으로 양산 부산대병원에 이송되어 의사가 심폐소생술을 시도했지만 사망했다.
- 대한민국 법무부는 노무현 전 대통령의 사망과 관련, 김경한 법무부 장관 명의로 성명을 통해 노 전 대통령에 대한 수사는 종료될 것이라고 밝혔다.
- 대한민국 강원도 철원의 한 여고생이 고열을 동반한 전염병 의심 증세로 치료를 받던 중 사망해 보건당국이 역학조사에 나섰다.

## 2009년5월 22일
- 대한민국의 방송에서 배우로 활동한 여운계가 폐암으로 사망했다.

## 2009년5월 19일
- 대한민국 대구 동구 봉무동 이시아폴리스 내 대구국제학교 건립 현장에서 기공식이 열렸다.

## 2009년5월 18일
- 대한민국 충남대학교의 서상희 교수팀이 세계최초로, 신종 인플루엔자에 대한 인체백신을 개발했다고 밝혔다.
- 스리랑카의 타밀일람 해방 호랑이가 스리랑카 내전에서의 패전을 공식적으로 인정하였다.
- 스리랑카 타밀일람 해방 호랑이 최고지도자 벨루필라이 프라바카란이 스리랑카 정부군에 의해 사살되었다.
- 제3차 C40 정상회의는 2009년 5월 18일부터 5월 21일까지 서울에서 개최되었다.

## 2009년5월 17일
- 대한민국 대전 '광주항쟁 29주년 전국노동자대회'에서 민주노총 조합원들과 경찰이 충돌해 154명이 부상 당하고 조합원 457명이 경찰에 연행됐다.

## 2009년5월 16일
- 대한민국에서 화물연대가 총파업을 결의했다.
- WHO가 집계한 신종플루 감염자가 7천520명을 넘어섰다.

## 2009년5월 15일
- 조선민주주의인민공화국에서 개성공업지구에서 대한민국 기업에 주어진 특혜를 전면적으로 무효로 하였다.

## 2009년5월 13일
- 대한민국에서 수족구병에 의한 사망자가 처음으로 나왔다.

## 2009년5월 12일
- 미국이 3년 임기의 국제 연합 인권 이사회 이사국으로 선출됐다.

## 2009년5월 4일
- 네팔의 총리 프라찬다가 전격 사의를 표명하였다.

## 2009년5월 2일
- 대한민국에서 미국산 쇠고기 수입 반대 촛불집회 1주년을 맞아 서울시청 등 서울 도심 곳곳에서 집회가 열렸고 집회도중 하이서울 페스티발 개막식 중지와 더불어 경찰은 참석자 100여 명 이상을 집시법 위반(불법집회 참여)으로 연행했다.
- 대한민국에서 하이서울페스티벌 봄축제가 개막하였다.

## 2009년5월 1일
- 대한민국 경기도 양주시 광적면 효촌리 비룡계곡 부근 오르막길에서 육군 25사단 소속 2.5t 트럭이 도로 왼쪽 10여ｍ 밭으로 추락했다. 이 사고로 트럭에 타고 있던 1명이 숨지고 19명이 다쳐 인근 양주 국군병원으로 옮겨졌다.